# Sakhalineuma molodovae
Sakhalineuma molodovae är en mångfotingart som beskrevs av Sergei I. Golovatch 1976. Sakhalineuma molodovae ingår i släktet Sakhalineuma och familjen Diplomaragnidae. Inga underarter finns listade i Catalogue of Life.